# Clemer
Clemer Melo da Silva (São Luís, 20 de outubro de 1968) é um ex-futebolista, ex-preparador de goleiros e treinador brasileiro. Atualmente está sem clube.
Ídolo do Internacional, com 354 jogos em oito temporadas, foi o goleiro mais vitorioso da história do clube.

## Carreira
Clemer foi um goleiro que colecionou passagens por diversos clubes brasileiros. Seus momentos mais destacados ocorreram na Portuguesa de Desportos e no Internacional, onde conquistou a Copa do Mundo de Clubes da FIFA.
O goleiro Clemer chegou ao Moto Club, equipe da sua cidade natal, em 1987, quando tinha apenas 19 anos de idade. Bastante seguro na meta, logo em seguida foi para São Paulo, a fim defender o então Guaratinguetá Esporte Clube, clube paulista de menor expressão, e posteriormente o Santo André.
Entre 1987, ano que foi revelado pelo Moto Clube, e 1993, ano que retornou à equipe maranhense, Clemer defendeu exatamente meia dúzia de clubes, e ainda em 1993, iria para a sétima equipe, o Ferroviário do Ceará.
Atuou na meta do Clube do Remo de Belém (PA), onde conseguiu conquistar duas vezes o campeonato estadual e chamou a atenção de outros clubes, assim, posteriormente esteve no Goiás, e depois na Portuguesa de Desportos, clube que mudaria definitivamente a trajetória de Clemer no futebol brasileiro.
A Portuguesa de Desportos de 1996, segundo ano de Clemer naquele time, não ganhou nenhum título de expressão, mas ficou marcada por estar entre as melhores equipes do país naquele ano. Naquela temporada, a Lusa conquistou o Torneio Início do Campeonato Paulista e foi vice-campeão brasileiro. Assim, no ano seguinte, não só o goleiro que se destacou bastante no Campeonato Brasileiro foi contratado pelo Flamengo,mas também Rodrigo Fabri, então companheiro de Clemer.
Ficou no Flamengo de 1997 até 2002. Sofreu três gols na sua partida de estreia com a camisa rubro-negra contra o Santos, entretanto aquele mau resultado acabaria não confirmando a realidade de Clemer frente à meta do clube.
Apesar de sofrer com alguma instabilidade, Clemer levantou pelo menos sete taças pelo time rubro-negro. Porém, a profissionalização de Júlio César acabou ofuscando o potencial de Clemer, e quando saiu da Gávea, o goleiro já havia sido relegado à condição de reserva. Do Flamengo, seguiu para o Sul. Chegou ao Internacional em 2002. Após temporadas intermediárias em 2003 e 2004, onde ele foi lembrado por algumas falhas e frangos, Clemer ajudou o Inter a ser vice-campeão brasileiro em 2005. Conquistou a Copa Libertadores da América e a Copa do Mundo de Clubes da FIFA de 2006, os dois títulos mais importantes de sua carreira. Clemer, hoje, é considerado um dos maiores ídolos da história do Inter.
No final de 2007, com 39 anos de idade, renovou por mais um ano com o Internacional. Já em final de carreira, Clemer recebeu propostas de partidos políticos para se candidatar a Deputado Estadual ou Federal nas Eleições de 2010.

## Treinador
Em 2010, aposentou-se como jogador e virou preparador de goleiros do Colorado. Em 2011, começou a atuar como treinador da categoria juvenil, estreando com vitória.
Em 2012 ganhou a Copa Santiago de Futebol Juvenil como treinador do Internacional. Em junho desse mesmo ano, passou a exercer a função de auxiliar técnico de Fernandão, no elenco principal do Inter.
Em 2013, o jogador é promovido para treinador da equipe sub-20 após manter uma campanha vitoriosa com vários títulos e, em clássicos Gre-nais, disputou 14 clássicos como treinador, tendo vencido 10, empatado três e perdido apenas um, apresentando um currículo de 78,57% de aproveitamento..
Em outubro de 2013, Clemer assumiu interinamente o cargo de treinador do Internacional após a saída do treinador Dunga. Após sondar vários treinadores, a direção do clube resolveu efetivá-lo até o final do ano.
Em 2014, comanda o time sub-23 que disputará os primeiros jogos do Campeonato Gaúcho.
Em 2015, foi anunciado como treinador do Glória, de Vacaria, para a disputa do Campeonato Gaúcho. Porém, após cinco jogos sem vitória, foi demitido.
Em 2016, foi contratado pelo Sergipe, de Aracaju, para comandar a equipe no hexagonal final do Campeonato Sergipano, logo após a demissão de Roberval Davino.
Em 2017, foi contratado pelo Brasil de Pelotas, para comandar o time na disputa da Série B. No mês de junho de 2018, o treinador foi desligado do clube, após sequência de maus resultados na Série B do Campeonato Brasileiro.

## Títulos

### Como Jogador
Moto Club
- Taça Cidade de São Luís: 1993

Remo
- Campeonato Paraense: 1994, 1995

Goiás
- Campeonato Goiano: 1996

Flamengo
- Copa Mercosul: 1999
- Campeonato Carioca: 1999, 2000, 2001
- Taça Guanabara: 1999, 2001
- Taça Rio: 2000
- Copa dos Campeões: 2001

Internacional
- Campeonato Gaúcho: 2002, 2003, 2004, 2005, 2008, 2009
- Copa Libertadores da América: 2006
- Copa do Mundo de Clubes da FIFA: 2006
- Recopa Sul-Americana: 2007
- Copa Sul-Americana: 2008
- Copa Suruga Bank: 2009

### Como Treinador
Internacional
Categoria Sub-17
- Campeonato Gaúcho de Futebol Sub-17: 2012
- Copa FGF Sub-17: 2011, 2012, 2013
- Copa Santiago: 2012, 2013
- Copa Rio de Futebol Sub-17‎ (Brasileiro): 2012
- Campeonato Brasileiro Sub-17‎: 2012

Categoria Sub-20
- Copa do Brasil Sub-20: 2014

Sergipe
- Campeonato Sergipano: 2016